# Lijst van vlaggen van Oeganda
Dit is een lijst van vlaggen van Oeganda.

## Nationale vlag (perFIAV-codering)
|          | Civiele vlag | Staatsvlag | Oorlogsvlag |
| -------- | ------------ | ---------- | ----------- |
| Te land  | · ?          | · ?        | · ?         |
| Te water | · ?          | · ?        | · ?         |

## Vlaggen van politieke partijen
| Vlag                                    | Periode      | Functie                                 | Beschrijving |
| --------------------------------------- | ------------ | --------------------------------------- | --- |
| Vlag van de Allied Democratic Movement. | 1996 - heden | Vlag van de Allied Democratic Movement. | Blauw-wit-rode horizontale banen met aan de hijszijde een groene driehoek en in de witte baan de afkorting ADM/A.                                                 |
| Vlag van de Democratic Party.           | 1954 - heden | Vlag van de Democratic Party.           | Twee horizontale banen in wit (boven) en groen. |
| Vlag van het Uganda People's Congress.  | 1966 - heden | Vlag van het Uganda People's Congress.  | Een zwart-rood-blauwe driekleur. Het zwart staat voor de Afrikanen, het rood voor menselijke gelijkheid en broederschap en het blauw voor vrede en gerechtigheid. |
| Vlag van het Uganda People's Congress.  | 1960 - 1966  | Vlag van het Uganda People's Congress.  | Een zwart-geel-rode driekleur. |